# سلطان محمود
سلطان محمود (1900 - 1982)، هو سياسي من أراكان في بورما، ( ولاية راخين الآن ، ميانمار ) في ابان الحكم البريطاني لبورما (الذي حكم بورما حتى عام 1937)، شغل محمود منصب أمين مجلس الوزراء في الجمعية التشريعية المركزية . بعد الاستقلال البورمي، انتخب نائبًا في البرلمان البورمي عن طريق انتخابات خاصة ممثلًا عن مدينة بوثيدونغ في عام 1957. وأعيد انتخابه في عام 1960. وشغل منصب وزير الصحة لاتحاد بورما من 1960 حتى الانقلاب العسكري البورمي 1962 (قاد الانقلاب الجنرال الذي وصف بالمستبد ني وين).
عندما كانت بورما تُفكر في أن تصبح دولة اتحادية في ظل سياسات رئيس الوزراء يو نو الذي رفع شعار "الوحدة في التنوع"،
اقترح محمود أن يكون لروهينغيا الأراكانيين إما مقاطعة منفصلة تغطي المنطقة الواقعة بين نهري ناف و كالادان ؛ أو إذا تم إنشاء مقاطعة أراكان منفصلة مع البوذيين الأراكانيين، يجب أن يكون لها بنية طائفية، مع المسلمين والبوذيين بالتناوب في حكم المحافظات.

## النشأة
ولد سلطان محمود في مدينة أكياب عام 1900، وتلقى تعليمه في كلكتا.

## الحياة السياسية
عندما كانت بورما جزءًا من الهند البريطانية، شغل محمود المنصب أمين مجلس الوزراء في الجمعية التشريعية المركزية في نيودلهي. وخلال الانتخابات الفرعية في عام 1957، انتخب محمود لبرلمان الاتحاد من دائرة بوثيدونغ الشمالية. وعين وزير الصحة في حكومة رئيس وزراء بورما يو نو . وكان محمود قد اعيد انتخابه خلال الانتخابات البورمية العامة عام 1960. وخلال فترة ولايته كوزير للصحة، أنشئ عدة مستشفيات في أراكان، بما في ذلك مستشفى أكياب العام ومستشفى بوثيدونغ. وباعتباره عضوًا في البرلمان، أقنع محمود وزارة التعليم بإنشاء عدة مدارس، منها مدرسة شهب بزار الحكومية المتوسطة ومدرسة مينغلاغي الحكومية المتوسطة. كما تمكن من إنشاء برنامج للمنح الدراسية للطلبة الروهنغييون الأراكانيين للدراسة في بريطانيا.